# Byłgarska nacionałna telewizija

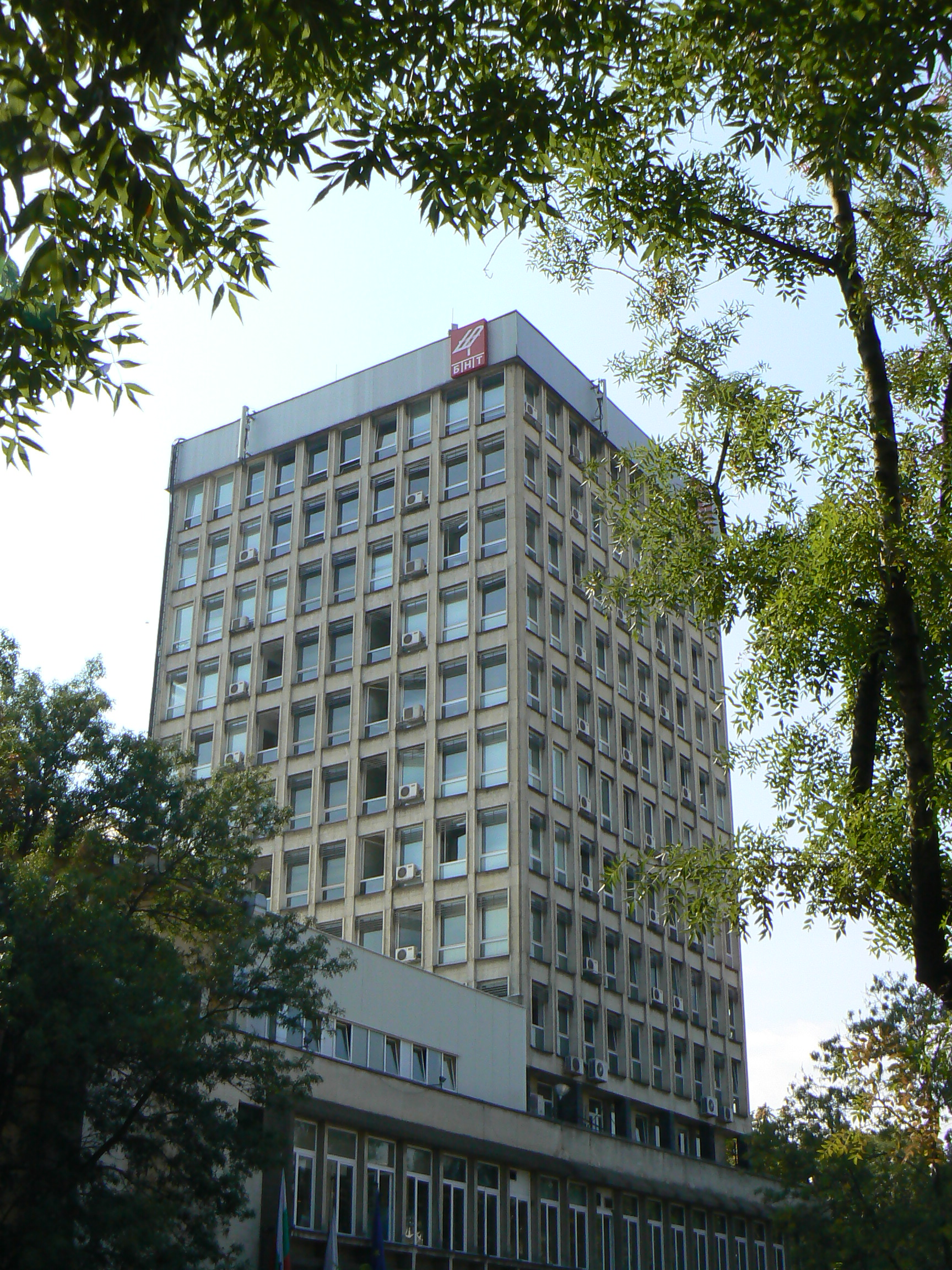
Siedziba telewizji w Sofii

Pierwsze logo używane w latach 1959–2008

Drugie logo używane od 2008

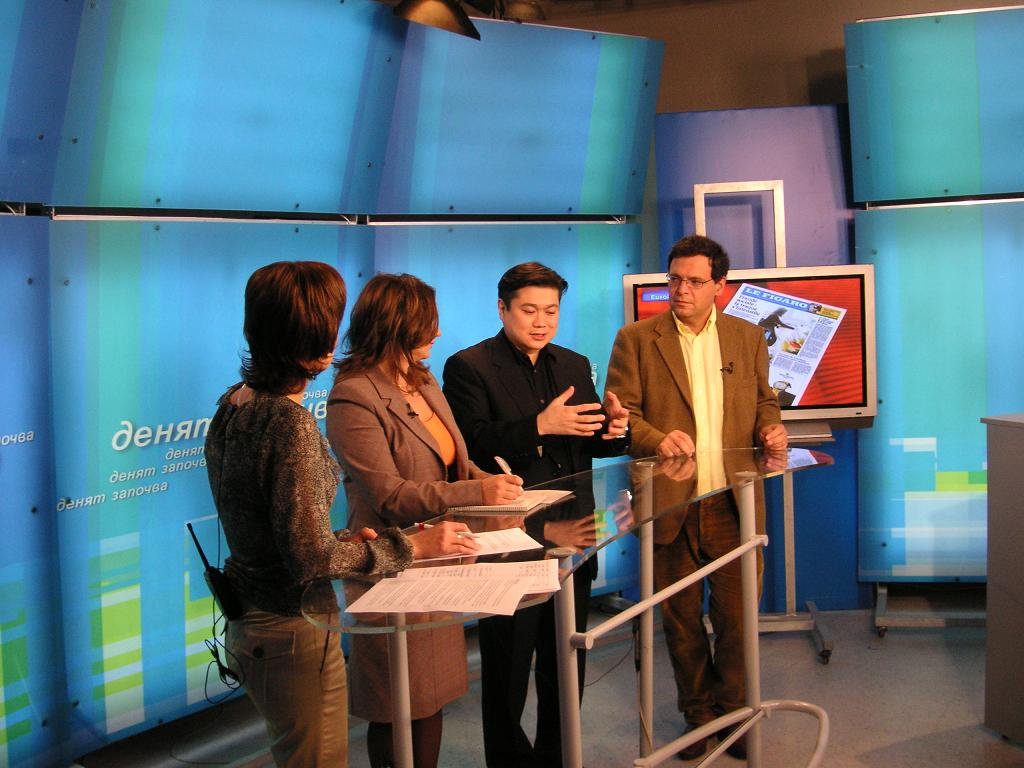
Studio porannego programu Kanału 1 BNT w trakcie emisji

Byłgarska nacionałna telewizija (bułg. Българска национална телевизия), w skrócie BNT – bułgarski publiczny nadawca telewizyjny z siedzibą w Sofii. Od 1993 roku aktywny członek Europejskiej Unii Nadawców.
BNT istnieje i nadaje od 26 grudnia 1959, zaś od 1970 jego programy dostępne są w kolorze. Firma utrzymuje się z dotacji z budżetu państwa (stanowiących ok. 60% jej przychodów) oraz reklam. Aktualnie nadaje cztery kanały: dostępny w całym kraju w przekazie naziemnym BNT 1 (БНТ1), BNT 2 (БНТ2), BNT 3 (БНТ3), oraz satelitarny BNT 4 (БНТ4). 
W 2012 z okazji Mistrzostw Europy w Piłce Nożnej i Letnich Igrzysk Olimpijskich została uruchomiona wersja kanału BNT 1 w wysokiej jakości HD. 
Od 1974 do 31 maja 2000 do BNT należał także drugi kanał Efir 2 (Ефир 2), który został następnie sprywatyzowany i przejęty przez News Corporation, a obecnie nadaje pod nazwą bTV. Nadawca posiada pięć ośrodków regionalnych na terenie Bułgarii, które razem tworzą ogólnokrajowy kanał – BNT 2, który rozpoczął nadawanie 16 października 2011.

## Kanały telewizyjne

### Obecne
- BNT 1
- BNT 2
- BNT 3
- BNT 4

## Ośrodki regionalne
- BNT Płowdiw – (БНТ Пловдив) uruchomiony 22 marca 1971 w Płowdiwie.
- BNT More – (БНТ Море) uruchomiony w 1972 w Warnie.
- BNT Pirin – (БНТ Пирин) uruchomiony 9 września 1975 w Błagojewgradzie.
- BNT Ruse – (БНТ Русе) uruchomiony 7 listopada 1972 w Ruse.
- BNT Sofija – (БНТ София) uruchomiony 26 grudnia 1959 w Sofii.